# 정체성과 민주주의당

정체성과 민주주의당(Identity and Democracy Party)은 내셔널리즘, 우익 대중주의, 유럽회의주의 성향의 범유럽 정당이다. 과거 명칭은 국가와 자유의 유럽을 위한 운동(Movement for a Europe of Nations and Freedom, MENF)이다. 유럽의회에서는 2019년부터 동명의 원내단체 정체성과 민주주의를 이루는데, 이 역시 과거에는 국가와 자유의 유럽이라는 이름이었다.

## 회원 정당
- 오스트리아: 오스트리아 자유당
- 벨기에: 플람스의 이익
- 체코: 자유와 직접 민주주의
- 에스토니아: 에스토니아 보수인민당
- 프랑스: 국민연합
- 독일: 독일을 위한 대안
- 그리스: 신우파
- 이탈리아: 레가
- 네덜란드: 자유당
- 포르투갈: 체가!
- 슬로바키아: 우리는 가족

## 같이 보기
- 정체성과 민주주의 (유럽의회 원내단체)